# Tavoris Cloud
Tavoris Karod Cloud (* 10. Januar 1982 in Tallahassee, Florida) ist ein US-amerikanischer Profiboxer und ehemaliger IBF-Weltmeister im Halbschwergewicht.

## Amateurkarriere
Tavoris Cloud wurde im Jahr 2000 US-Juniorenmeister im Halbschwergewicht und startete bei den Junioren-Weltmeisterschaften desselben Jahres in Budapest, wo er im Achtelfinale mit 8:9 gegen Clemente Russo ausschied.
2002 wurde er noch US-Vizemeister im Halbschwergewicht. Insgesamt gewann er als Amateur 45 von 53 Kämpfen.

## Profikarriere
Tavoris Cloud bestritt sein Profidebüt am 2. April 2004. Er stand bei 8 Count Productions, Richie Boy Promotions und Don King unter Vertrag, trainiert wurde er unter anderem von Alonzo Johnson, Al Bonanni und Abel Sanchez.
Nach 17 Siegen in Folge gewann er am 28. März 2008 die US-Meisterschaft der USBA sowie die Nordamerika-Meisterschaften der NABA und NABO im Halbschwergewicht. Er besiegte dabei Mike Wood durch KO in der ersten Runde.
In seinem nächsten Duell am 8. August 2008, einem IBF-Titelausscheidungskampf, besiegte er den Mexikaner Julio González durch TKO in der zehnten Runde und wurde damit Pflichtherausforderer des IBF-Weltmeisters Chad Dawson. Dieser legte den Titel jedoch im Mai 2009 nieder, weshalb ein neuer Gegner für Cloud beim Kampf um den nun vakanten Titel gesucht wurde. Als dieser wurde der Brite Clinton Woods ernannt, der den IBF-Gürtel bereits von März 2005 bis April 2008 gehalten und dabei auch zweimal Julio González besiegt hatte. Cloud konnte sich in dem Kampf am 28. August 2009 einstimmig nach Punkten gegen den beim Ring Magazine unter den Top 10 geführten Woods durchsetzen und neuer IBF-Weltmeister werden.
Am 7. August 2010 gewann er seine erste Titelverteidigung einstimmig nach Punkten gegen Glen Johnson, der den IBF-Titel bereits zwischen Februar und Dezember 2004 getragen und sich in einem Titelausscheidungskampf im Februar 2010 gegen Yusaf Mack durchgesetzt hatte.
Am 17. Dezember 2010 besiegte er Fulgencio Zuñiga ebenfalls einstimmig. Zuñiga hatte bereits im März 2009 um den IBF-Titel im Supermittelgewicht geboxt und dabei gegen Lucian Bute verloren. Eine weitere Titelverteidigung gewann er am 25. Juni 2011 durch TKO in der achten Runde gegen Yusaf Mack. Mack hatte sich nach der Niederlage gegen Johnson in einem weiteren Titelausscheidungskampf gegen Otis Griffin durchgesetzt.
Am 18. Februar 2012 besiegte er noch den ehemaligen WBA-Weltmeister Gabriel Campillo durch geteilte Punktentscheidung und verteidigte damit seinen IBF-Gürtel zum bereits vierten Mal.
Seinen IBF-Titel verlor er schließlich am 9. März 2013 durch eine einstimmige Punktniederlage an den bereits 48-jährigen Bernard Hopkins. Cloud erhielt zwar gleich in seinem nächsten Kampf am 28. September 2013 eine erneute WM-Chance, diesmal um den WBC-Titel im Halbschwergewicht, verlor jedoch auch diesen Kampf durch Aufgabe nach der siebenten Runde, nachdem sein Gegner Adonis Stevenson den Kampf deutlich dominiert hatte.
Am 27. September 2014 verlor er durch KO in der zweiten Runde gegen den Newcomer Artur Beterbijew und beendete im Anschluss seine Karriere.
Am 20. November 2020 gab er ein Comeback und siegte gegen Ryan Soft.
| Vorgänger   | Titel                                                                    | Nachfolger      |
| ----------- | ------------------------------------------------------------------------ | --------------- |
| Chad Dawson | Boxweltmeister im Halbschwergewicht (IBF) 28. August 2009 – 9. März 2013 | Bernard Hopkins |